# Diglossia
Diglossia (do grego διγλωσσία, transl. diglossía, onde di- significa "duas vezes" e glossa [em ático glotta], "língua") designa a situação linguística em que, numa sociedade, duas línguas ou registos linguísticos funcionalmente diferentes coexistem, sendo que o uso de um ou de outro depende da situação comunicativa. 
O termo διγλωσσία (diglōssia) normalmente se refere ao bilinguismo em geral, mas foi usado pela primeira vez em sentido especializado por Emmanuel Rhoides no prólogo de seu Parerga em 1885. A palavra foi imediatamente adaptada para o francês como diglossie pelo linguista grego-francês Ioannis Psycharis, com crédito para Rhoides.

## Características da diglossia
Há diferença de status sociopolítico entre esses dois registos: um deles, de maior prestígio, é geralmente usada em circunstâncias mais formais, enquanto o outro, de menor prestígio social, fica restrito a ambientes informais.
A diglossia é considerada como um tipo particular de bilinguismo, mas relacionado com a sociolinguística. Segundo Françoise Gardews, em seu livro Multilinguismo, existe uma relação hierárquica em que uma língua padrão é um registo dominante, e outro registo ou vários outros são dominados. Trata-se portanto de uma situação conflituosa.
Diz-se que há diglossia contaminada quando numa situação de contacto linguístico uma das línguas ocupa o lugar do registo culto de outra/s línguas. Inicia-se assim um processo de substituição que acaba por predominar também nos ambientes informais. Nessa situação, dialectos ou línguas minoritárias regionais acabam por deixar de ser falados mesmo nos ambientes informais, sendo gradualmente substituídos pela língua formal até eventualmente desaparecerem.
Por outro lado, considera-se também que existe diglossia na maior parte do comum das línguas em razão de registos mais formais ou menos formais de uma mesma língua quer como marca de classe, quer como produto de maior ou menor instrução dos utentes. Deste ponto de vista, a língua padrão escolhida como registo formal influi de maneira constante nos falares considerados informais (quer sejam falares da mesma língua ou falares doutras línguas, dialectos ou mesmo gírias grupais)

## Línguas com diglossia
As diglossias podem ocorrer entre duas formas diferentes de uma mesma língua, ou entre duas línguas diferentes faladas num mesmo país. A seguir apresenta-se uma lista de algumas das línguas que apresentam diglossia. As formas de uma mesma língua ou os diferentes idiomas estão aí apresentadas com indicações de:
- Forma "A" (Alta) - Língua de maior prestígio, da elite intelectual, económica, língua literária, geralmente oficial, forma escrita.
- Forma "B" (Baixa) - Língua menos prestigiada, mais popular, coloquial, forma falada, das classes menos cultas, mais pobres.

### Línguas diferentes (bilinguismo)
- Inglês - o inglês antigo era a língua da Grã-Bretanha até a invasão normanda (século XI). Daí, até os séculos XV e XVI, o povo ("B") falava o inglês "médio" (mais tarde o moderno) e a classe governante ("A") usava o francês e o normando.

- Patoá Jamaicano - enquanto o patoá jamaicano é falado como língua materna por grande parte da população jamaicana, o inglês é usado pelos meios de comunicação e tomado como língua de status.
- Catalão - A diglossia do catalão apresenta várias gradações, sendo mais perceptível nas metrópoles. Em Andorra o catalão padrão ("A") domina e não há diglossia. Porém, nas variantes locais, há formas de uso popular ("B") sob formas diversas em Alghero (Sardenha), nas ilhas Baleares, nas formas do valenciano. As elites usam somente o catalão padrão.
- Galego - na Galiza a língua espanhola é mais usada pelas classes mais favorecidas, enquanto que o povo mais simples usa o galego.
- Leonês - língua minoritária em Portugal (Miranda do Douro, Mogadouro, Vimioso) e na Espanha (Castela e Leão) é a forma "B" de comunicação. Nos mesmos locais, a forma "A" é, dependendo do país, o português ou o espanhol.
- Maltês - em Malta, a grande maioria da população usa prioritariamente, e faz questão de demonstrar isso, o maltês ("A"), enquanto que um seleto grupo de pessoas de classes mais elevadas dá preferência ao inglês.
- Crioulo - no Haiti o crioulo é a língua da vasta população pobre do país, enquanto que os poucos mais cultos e ricos falam o francês.
- Ucraniano - vem se extinguindo desde o fim da União Soviética a diglossia na Ucrânia entre o russo como língua "A" e o ucraniano como idioma popular "B". Agora a diglossia que vem se firmando é entre o russo ou ucraniano, como forma de elite, e os diversos dialectos do país como linguagem mais popular.
- Polaco ou polonesa - até a Primeira Guerra Mundial, dois períodos caracterizaram as línguas falada na Polónia. Até o século XVI, o povo falava o polaco, enquanto que a nobreza se expressava oralmente e por escrito em latim. Depois disso, por cerca de dois séculos, o polaco se tornou a linguagem de todas as classes. Já no século XVII, quando o país passou a ser dominado pelo Grão-Ducado da Lituânia, passou-se a ter como linguagem "A" as línguas rutenas da Bielorrússia e da Ucrânia, ficando o polaco com língua do povo. Isso permaneceu até a Primeira Guerra Mundial. Entre esse conflito e a Segunda Guerra Mundial, a classe alta gostava de classificar como forma erudita e correta do polaco aquela cuja pronúncia era bem (exageradamente) diferenciada entre o H aspirado dito usado "duro" nas palavras iniciadas por h e o H mais "suave" das palavras iniciadas por ch. Essas duas pronúncias eram pouco diferenciadas entre as classes populares.

### Diferentes formas (diglossia)
- Árabe - há muitas variantes do árabe falado nos diversos países, porém em todo Mundo árabe pode-se considerar que a língua "A" é o árabe moderno padrão e a forma "B" é o árabe coloquial, local, bem variado.
- Grego - até os anos 70, na Grécia a forma popular ("B") era o grego da forma dimotiki, enquanto que a forma arcaica e muito formal, o catarévussa (praticamente a língua grega antiga), era a língua dos intelectuais e dos ricos. Hoje, há uma forma única padronizada, um dimotiki mais educado e enriquecido com algo do catarévussa, o chamado grego moderno. Essa é, aliás, a forma "A" em Chipre, sendo a forma "B" da ilha o "grego cipriota".
- Chinês - por dois mil anos o chinês clássico dominou como linguagem escrita. O chinês coloquial falado, porém, continuou a variar se afastando da forma clássica, até que a grande diferença levou as autoridades, durante as grandes mudanças na sociedade chinesa nos séculos XIX e XX, a padronizar um chinês vernacular com base no mandarim padrão. A diglossia que ainda existe é entre a língua oficial (o mandarim) e as formas locais (ditas "B") do Sul da China, Macau, Hong Kong, tais como o cantonês.
- Malaio de Brunei - o malaio padrão é a língua oficial do sultanato, variante "A", enquanto que a variante do malaio própria de Brunei, com diferenças de pronúncia e das posições relativas verbo-sujeito, é a variante "B", popular.
- Tagalo - essa língua de Luzon, Filipinas na sua forma padrão é a variante dita "alta", enquanto que as pessoas das áreas rurais e as populações mais pobres das cidades usam diversas formas dialectais do tagalo.
- Hindi - as duas formas do hindi são derivadas do dialecto khariboli. A forma "A" é o hindi shuddha e a forma popular "B" é o hindustâni (chamado pelo próprio nome "hindi").
- Bengali - o bengali apresenta as variantes "A" e "B" tanto na linguagem escrita, quanto na forma falada. Trata-se da forma mais erudita e complexa, o shadhubhasha, muito influenciado pelo sânscrito, e o modo bem popular e simplificado cholitbhasha.
- Urdu - no Paquistão, as elites literárias, políticas e económicas usam um urdu numa variante muito influenciada pelo persa e pelo árabe. Já a forma popular "B" é muito mais aproximada do hindustâni / hindi.
- Cingalês) - no Sri Lanka há também duas formas da língua: a forma "A", chamada literária, e a forma popular "B", dita "falada".
- Tâmil - a língua falada no Sri Lanka e no sul da Índia (Tâmil Nadu) apresenta uma forma clássica, usada na literatura e em fins oficiais ("A"), a qual varia pouco entre as áreas do país, enquanto que forma mais coloquial, a usada pelo povo, apresenta variações bem maiores conforme a região onde é falada.
- Canará – A língua do sudoeste da Índia, assim como tâmil e o sinhala (cingalês), é reconhecida, inclusive na educação, como oficialmente diglóssica, sendo as duas variantes bem identificadas e reconhecidas por todos.
- Em Singapura, o inglês apresenta diglossia. Há uma forma mais elaborada ("A"), bem similar ao inglês padrão, o 'SStdE (Singapore Standard English). Existe ainda uma forma popular ("B"), o Singlish ou SCE (Singapore Coloquial English).

## Diglossia no Brasil
- Hunsriqueano rio-grandense (Riograndenser Hunsrückisch)
- Talian